# Vera (Mato Grosso)
Pour les articles homonymes, voir Vera.
Vera est une municipalité brésilienne située dans l'État du Mato Grosso.